# A Liberdade (1919)
A Liberdade ''Verdade, Direito, Justiça'' foi um jornal da imprensa negra fundado em Bagé, no Rio Grande do Sul, em 1919. A partir de 1921, passou a ser publicado em Porto Alegre, mantendo atividades documentadas até pelo menos 1925. O periódico foi um dos expoentes do movimento de imprensa negra no estado e articulou debates culturais, religiosos e sociais da população negra no período pós-abolição.

## História
O jornal surgiu no interior do Rio Grande do Sul e teve circulação consolidada na capital do estado, Porto Alegre, a partir de 1921. Juvêncio Joaquim de Lima, que se apresentava como “Diretor Gerente e único responsável” pelo periódico, realizou uma viagem por diversas cidades do estado, como Santa Maria e Cachoeira do Sul, para avaliar a viabilidade da reinstalação do jornal. Em Porto Alegre, foi recebido na redação do jornal O Exemplo, onde relatou as dificuldades enfrentadas para manter a publicação.
Durante esse período, Juvêncio foi alvo de discriminação racial em um episódio no Café América, em Porto Alegre. O caso foi registrado pelo jornal O Exemplo, que criticou o estabelecimento pela atitude preconceituosa e destacou a solidariedade entre os membros da imprensa negra frente a tais ocorrências.

#### Relação com clubes e associações
A Liberdade também mantinha relações com clubes esportivos da comunidade negra. Um exemplo foi o jogo realizado entre o S.C. Primavera e o S.C. 8 de Setembro, cuja renda foi revertida em benefício do jornal. A prática de colaboração entre jornais e clubes reforçava os vínculos entre diferentes formas de organização da população negra, contribuindo para a sustentabilidade dos periódicos e para a afirmação da identidade étnico-racial no espaço público.

## Perfil editorial
Diferentemente de outros periódicos negros da época, A Liberdade não utilizava subtítulos como “crítico e notorioso”, comuns em jornais similares. O periódico adotava linguagem que remetia a normas morais e religiosas, tanto terrenas quanto divinas. Essa abordagem refletia um viés assistencialista e católico, como demonstram artigos como “O natal das crianças pobres”, “A missão de Jesus Cristo” e “Porto Alegre vai morrendo…”.
Embora houvesse predominância de valores cristãos, o jornal também fazia referência, ainda que pontual, às religiões de matriz africana. Um exemplo foi a menção a uma “missa pelo ritual africano” realizada em memória de Jacintha Dias. Além disso, durante o carnaval de 1921, A Liberdade publicou anúncio da Casa Guarany, loja especializada em utensílios usados em rituais de umbanda, sugerindo uma relação ambígua e complexa com essas práticas religiosas.

## Colaboradores
Além de Juvêncio Joaquim de Lima, destacam-se como colaboradores do jornal os nomes de Dario de Freitas (também grafado como Dario Defreitas), que atuava como redator-chefe, além de Rodolpho Xavier (também grafado como Rodolfo Xavier) e Nicolau Tolentino Marques.  Esses nomes integravam uma rede mais ampla de intelectuais e ativistas negros que contribuíam para a imprensa negra no estado.

## A Liberdadeno contexto da imprensa negra de Bagé
No período pós-abolição, criaram-se periodicos que representavam um movimento de integração da população negra nos espaços públicos após o fim da escravidão. Um desses periódicos foi o A Liberdade.
Os periódicos da época, dentre outros temas, registravam com frequência a realização de festas e eventos promovidos por entidades negras locais, como bailes, saraus, quermesses e festas carnavalescas. Além disso, havia constante circulação de notícias de outros municípios, graças à atuação de correspondentes em diversas cidades do Rio Grande do Sul, o que ampliava a rede de contatos entre diferentes comunidades negras do estado.
A valorização da alfabetização e da instrução primária também era um tema recorrente nesses periódicos, refletindo os desafios enfrentados pela população negra no período posterior à abolição da escravidão. A atuação de indivíduos negros em múltiplas esferas, como na imprensa, em clubes sociais, entidades culturais, como a Sociedade Recreativa e Cultural "Os  Zíngaros", times de futebol, como o Sport Club  Palmeira e Riachuello  Football  Club e agremiações carnavalescas, evidencia a inserção e mobilidade desses sujeitos em diversos espaços da vida social.
Junto do “A Liberdade”, alguns outros periódicos da época foram: O Rio Branco (1913), A Revolta (1925), A Defeza (1920), O Palmeira (1922; 1927, 1949, 1952), O Rouxinol (1924), O Teimoso (1928), O Boato (1929), Lampeão (1934), A Tesoura (1935), O Arauto (1936), Socega Leão (1937; 1939) e O 28 de Setembro (1937, 1938, 1939).

## Preservação
Tanto no acervo do Museu Dom Diogo de Souza, em Bagé, quanto no Museu de Comunicação Social Hipólito José da Costa, em Porto Alegre, encontram-se ainda alguns periódicos do jornal arquivados que podem ser consultados para pesquisa, mediante reserva e agendamento. Não há registro de versões digitalizadas à disposição.